# 蒂莫·波尔
蒂莫·波尔（德語：Timo Boll，1981年3月8日—），生于埃尔巴赫，前德國隊乒乓球运动员，歐洲史上最偉大的桌球運動員之一。他是21世紀以來擊敗中國選手最多次的非中國籍球員；也是繼華德納後，公認的歐洲首席球員，在同隊的奧恰洛夫崛起前，幾乎獨步歐洲桌壇。
波爾自2002年1月開始進入世界排名前10起迄今（2021年6月），其排名未曾跌出世界前15，並在2003、2011、2018年數次达到世界排名第1。2018年3月，波爾以37歲整的高齡再次重返排名1，打破華德納32歲重登頂的紀錄，成為桌球史上最年長的世界排名第一。波爾即便到了職業生涯後期與頂尖球員對戰表現也毫不遜色，其職業生涯的長壽堪比「長青樹」華德納。
單就歐洲級賽事來看，波爾無庸置疑是歐洲最偉大的桌球運動員。8次歐錦賽單打冠軍、6次團體冠軍、5次雙打冠軍、7次歐洲十六強杯（原十二強）冠軍，是目前歐錦賽與歐洲杯單打冠軍數的紀錄保持人（後者與華德納共享）。波爾也擁有8面世界杯單打獎牌(2金4銀2銅)，總數為歷來最多。
2019年2月，波爾宣布他將最後一次參加德國全錦賽。在接續的賽事奪冠後，起自1998年，波爾共計拿下了13次全國冠軍；這也同時是個難以被超越的紀錄。
2024年，波尔宣布在参加巴黎奥运会后退出国际比赛。
2025年6月，波尔所在的杜塞尔多夫俱乐部获得2025年德国乒乓球甲级联赛团体亚军；赛后，波尔正式宣布退役。

## 早年
波尔4岁時受愛打桌球的父親啟蒙，開始在家中地下室接触桌球。波爾回憶，當時一天打球的時間雖然不長，但這種輕鬆和玩樂的心態誘發了他對桌球的興趣。
波爾天賦異秉，6歲時技術水平便足以讓他成為聯賽隊伍TSV Höchst的成員。8歲時，波爾被教練Helmut Hampel相中並接受為期五年的正規訓練並在13歲時轉隊至FTG Frankfurt，在那時已有許多球隊展現出對波爾的興趣。1995年，波爾被TTV Gönnern簽下，成為最年輕的國家聯賽先發球員，雖然只被安排為第五號球員，他在整個賽季卻只輸過一場，他的貢獻也促成了自己隊伍的崛起。
同年，在荷蘭海牙舉行的歐洲學生錦標賽，波爾贏得單打、雙打及團體賽事的冠軍，這也是他在國際比賽上嶄露頭角的開始。1996年，波爾參加歐洲青年錦標賽拿下第二名，而在接下來的97和98年，波爾包辦了連兩屆歐青錦賽單、雙、團賽事的三冠王，儼然是歐洲桌壇的明日之星。

## 戰績

### 初出茅廬
早在1999年恩荷芬世錦賽，波爾已以單打選手身分參賽，只是該年1：3受阻於金澤洙未能晉級。2000年世錦賽，波爾遭遇當年的冠軍國瑞典1：2不敵華德納。2001年大阪世錦賽與冠軍國中國交鋒仍不敵孔令輝。而同年的巴西公開賽在半決賽和決賽接連擊敗施拉格和塞弗，成就了生涯第一個公開賽冠軍。

### 嶄露頭角
波爾在2002年初即超越同隊前輩羅斯科夫，躋身世界排名前十，又在同年的歐洲十六強決賽擊敗薩姆索諾夫，成為該賽事第一位德國籍冠軍。後來波爾在當年歐錦賽連續打敗施拉格、格林卡，得到首次歐洲冠軍。同年世界盃接連擊敗王勵勤、普里莫拉茨、孔令輝，贏得首次世界冠軍，震驚東西桌壇，從此被冠以「華德納接班人」聞名於世，隔年世界排名升至第一。
但隨著波爾於2003年歐錦賽單打第二輪遭到淘汰，德國隊在團體賽決賽也輸給了白俄羅斯隊，波爾在2003年10月起退下了排名第一的位置。

### 傷病與復出
波爾在2004年前半為傷病所擾，在同年雅典奧運的1/8決賽雖戰勝施拉格，但1/4決賽中卻1：4敗給39歲的華德納。在一波輿論的批評過後，波爾連奪波蘭、奧地利與德國的公開賽冠軍；在當年北京職業巡迴賽总决赛（年終賽）的半決賽中，波爾3：4以極接近的比數輸給馬琳。
2005年縱然背傷一度復發，波爾仍與隊友蘇斯在當年的世錦賽雙打拿下銀牌；而他在單打賽事中與劉國正苦戰至第七局的延長賽，波爾在即將獲勝的比分下主動舉認了一顆有利於對手的擦邊球，最後輸了比賽，賽後國際桌總頒予他公平競賽獎（Fair Play Award）以褒揚他的誠實。但在狀態恢復後，波爾於同年的列日世界盃又一連斬下王勵勤、馬琳、王皓，拿下冠軍，該次賽事至今仍常為世人所稱道。年終賽又連勝柳承敏及塞弗，贏得男单冠军。在當年的瑞典公開賽中，波爾在1/4決賽與年僅17歲的馬龍交手，以4：2勝出，後又連勝郝帥與塞弗。而在年底的德國冠軍聯賽的決賽中，波爾3：1戰勝薩姆索諾夫，帶領TTV Gönnern贏得冠軍。波爾在未來一年的時間裡，世界排名穩定居於第二。

### 保持佳績
波爾在2006年的中国公开赛广州站战胜了王励勤，获得男單冠军。同年的波蘭公開賽則在半決賽與決賽分別擊敗施拉格與薩姆索諾夫。年底由於TTV Gönnern的財務問題，他與Borussia Dusseldorf（波爾當前所屬隊伍）簽下為期三年的合約，自隔年七月起生效；在長期的續約合作下，目前合約已延長至2022年。
2007年波爾包攬了歐錦賽單打、雙打及團體的三冠王，在未來的08與10年除了歐錦賽三冠王，還取得了歐洲十六強的冠軍，幾乎無敵於歐洲。
2008年的北京奧運，波爾帶領德國隊於半決賽擊退日本隊，決賽中卻0：3不敵中國隊，當時波爾的對手是馬琳；而他在單打項目的十六強賽中爆冷輸給吳尚垠。同年的世界杯，波爾在半決賽戰勝馬龍但決賽不敵王皓。同年的奧地利與德國公開賽，波爾皆在決賽戰勝莊智淵。而由於背傷的因素，波爾並未參加當年度與隔年的世錦賽。
2009年波爾在卡達公開賽戰勝馬琳拿下冠軍。同年德國公開賽，波爾在半決賽與決賽連勝了水谷隼及薩姆索諾夫。也是從這一年的下半年開始，波爾更為積極的參與德國聯賽。

### 二次登頂至低潮
波爾於2010年日本公開賽擊敗水谷隼，拿下冠軍。同年年底的福斯杯，波爾在決賽以4：1擊敗馬琳獲得冠軍，這使得他在隔年年初再次登上世界排名第一，但只維持了三個月。
2011年的鹿特丹世錦賽，波爾在1/4決賽戰勝陳玘，半決賽卻不敵當年勢頭正盛的張繼科，收獲銅牌，這也是波爾生涯第一面世錦賽單打獎牌。
2012年的倫敦奧運，波爾在單打項目第三度爆冷，敗於羅馬尼亞選手克里桑；卻在團體賽中擊敗當時的單打冠軍得主張繼科。接下來的世界杯，波爾在半決賽戰勝薩姆索諾夫，但決賽仍不敵馬龍，收獲銀牌。而波爾於同年再次蟬聯歐錦賽單打冠軍，成為該賽事有史以來唯一一位連續三年取得單打冠軍的選手。
2013年的上半年，波爾處於生涯中技術與身體素質的最高平衡點，並參與了當年的巴黎世錦賽，卻在1/4決賽遭馬龍所阻，以2：4戰敗。而波爾於下半年傷病再發，在世界杯半決賽即以0：4敗於薩姆索諾夫，銅牌戰也不敵奧恰洛夫。波爾在這一年除了國內聯賽，也活躍於中國乒超，且取得不錯的成績。
2014年的世界杯，波爾在1/4決賽以4：0擊敗奧恰洛夫，半決賽不敵張繼科後仍在銅牌戰戰勝水谷隼。2015年的蘇州世錦賽中，波爾在1/4決賽仍被中國選手所阻，這次是新生代的樊振東。
2016年波爾傷病頻仍，整年幾乎無法取得原本應有的勝績；但仍繼續參加聯賽。而波爾在同年的里約奧運男單第四輪再次爆冷，輸給奈及利亞選手阿魯納；縱使波爾在當年擔任德國隊的奧運旗手。

### 東山再起
2017年波爾在傷勢漸緩，並強化反手攻擊策略後，表現逐漸回穩。同年的韓國公開賽，波爾久違地拿下睽違七年的公開賽冠軍；縱然當時出賽的選手多居二線。同年的世錦賽中，波爾仍在極佳狀態下於1/4決賽以2：4輸給馬龍。而中國公開賽由於中國選手的集體退賽，波爾得以在半決賽擊退張本智和後挺進決賽，卻不敵奧恰洛夫。波爾在當年度世界杯又以36歲高齡於四分之一、半決賽分別逆轉林高遠、馬龍，但決賽輸給奧恰洛夫。在接續的德國公開賽中，波爾在1/4決賽再次擊敗林高遠，挺進決賽後又不敵奧恰洛夫。年底，波爾獲選為國際桌總明星獎年度最佳男運動員，他也是首位榮獲此獎項的歐洲運動員。
2018年初，波爾於歐洲十六強決賽擊敗奧恰洛夫，隔月世界排名即升為第一，也是他生涯第四次升上排名第一，但只維持了一個月。之後在團體錦標賽的半決賽中遭遇韓國隊，波爾分別戰勝鄭榮植及李相秀，連拿兩點，雖帶領德國隊進入決賽但依舊不敵中國隊。隨後波爾帶領其隊伍普魯士杜塞爾多夫在德國桌球聯賽2017/2018的賽季末取得冠軍，這也是該隊伍睽違七年的冠軍。同年的歐錦賽波爾抱傷一路克敵，拿下單打冠軍，與上一次冠軍已時隔六年。隨後的世界杯波爾接連在1/4與半決賽擊敗張本智和及奧恰洛夫，但決賽敗於樊振東，收獲銀牌。
2019年，波爾雖較前一年更加頻繁參與各項公開賽，但多次受阻於中國選手，仍舊未能獲得冠軍。同年的布達佩斯世錦賽，波爾在第一輪取勝後，卻因為突然的發燒而宣布退賽。當年度於明斯克舉行的歐洲運動會，波爾拿下單打金牌，取得東京奧運的參賽資格。近年底的奧地利公開賽，波爾狀態再次來到巔峰，先在1/4決賽以4：1擊敗奧恰洛夫，並在半決賽與狀態同樣極佳的樊振東戰至決勝局，卻遭逆轉以12：14吞敗；這是波爾生涯與樊糾纏最甚的一場比賽，也堪稱其職業生涯的代表賽事。
2020年2月，波爾順利拿下歐洲十六強冠軍，追平華德納7次冠軍的紀錄。當年度補辦於隔年6月的歐洲錦標賽，波爾在單打賽事的半決賽與決賽接連戰勝馬蒂亞斯·法爾克（當時排名最高的歐洲選手）與奧恰洛夫，再度蟬聯金牌；此時他已年逾40。
2021年7月27日，波尔在东京奥运会男子单打赛事的16强比赛中负于郑荣植。在之后的团体赛中，波尔在德国队与中华台北队、日本队之间的比赛里发挥了重要作用，帮助将德国队领向团体赛决赛。
2021年8月6日，波尔作为德国男团的一员参加东京奥运会决赛，在个人赛中以1-3不敌马龙，收获团体赛银牌。
2021年11月，波尔在美国休斯敦举办的世锦赛男单比赛中时隔十年再次闯入四强，在半决赛中3-4不敌赛事黑马、瑞典选手特魯爾斯·莫雷加德，收获职业生涯第二块世乒赛单打奖牌。

## 技術
波爾是實力派的攻擊型球員，正反手進攻切換流暢，幾乎沒有弱點。波爾的技術特點在於他對球的加轉意識：擊球時重心較低，強調手肘的轉動，帶動手腕瞬間加轉來球，故而回球所受摩擦充分，旋轉強烈，因而弧線優美、上台率高，相持穩定性佳。波爾在身體發力、對球處理等方面以合理性著稱，除了細膩的檯內球、堅實的中遠台對拉及穩定的反手弧圈技術，他還善於調節擊球時間點，借力使轉，以減少不必要的體力消耗或失誤。波爾的發球則以多樣性聞名，他的正手側旋發球更是具代表性，其多變的旋轉與落點常使對手回球困難，甚或直接得分。
波爾之所以能長時間活躍於世界球壇，是因為他勤於在技術上作改進，以因應主流打法、規則的變遷，以及身體素質的限制。波爾早年的戰術銜接與球的線路都較為單純，多以跑動配合全檯正手攻擊取勝；隨著時間推進，波爾越來越強化反手近檯相持的功能，並增加其中遠檯弧圈的強度，在前三板的處理環節上也較為細膩且富變化，更加重視節奏與落點的控制。
波爾也是典型的天才型選手，因為啟蒙得早，手感較佳，雖然訓練不如其他選手來得長時間及高密度，卻能在場上有著過人的表現。其隊友稱波爾一天在球檯不超過兩小時，其餘時間都在做重量訓練。

## 個人生活
波爾早年曾受中國籍教練指導，成名後多次受邀至中國乒超打球，其謙虛、誠實、認真的運動家精神廣受中國與世界球迷的歡迎。本身亦喜愛中國文化及器物，能使用筷子和以中文書寫自己的名字。
2002年底，波爾與德籍菲裔的理髮師女友結婚，兩人感情融洽，育有一女，2013年底出生。

## 評價
與他的其他歐洲前輩一樣，波爾對現代兩面橫板的發展亦奠定了重要的基礎，他紓合了中遠檯弧圈與近檯快攻兩種打法，兼具歐洲人的穩定及中國人的敏捷，並推廣逆旋轉發球、反撕、反帶等技術。多年來與薩姆索諾夫在亞洲當道的世界桌壇殺出一條血路，兩人也同為當今桌壇的不老松。

## 運動員生涯
- 世界杯男單金牌：2002、2005，銀牌：2008、2012、2017、2018，銅牌：2010、2014
- 世錦賽男單銅牌：2011、2021
- 世锦赛男双銀牌：2005
- 世錦賽男團銀牌：2004、2010、2012、2014、2018；銅牌：2006
- 奧運男團銀牌：2008、2020；銅牌：2012、2016
- 國際桌總世界巡迴賽男單冠軍（19次）與總決賽男單冠軍（1次）：2001巴西，2002奧地利，2003日本，2004波蘭、德國、奧地利，2005日本、瑞典、總決賽，2006中國廣州、德國、波蘭，2008奧地利、德國、波蘭，2009卡達、德國、波蘭，2010日本，2017韓國
- 國際桌總世界巡迴總決賽男雙冠軍：2005、2009
- 歐錦賽男單冠軍：2002、2007、2008、2010～2012、2018、2020（2021年補辦），男雙冠軍：2002、2007～2010，男團冠軍：2007～2011、2013、2017、2019
- 歐洲十六強男單冠軍：2002、2003、2006、2009、2010、2018、2020
- 歐洲運動會男單冠軍：2019
- 歐洲超級杯金牌：2007～2009
- 2007年世界杯男单第四名，国际乒联巡回赛台北站男单亚军，科威特站、卡達站男单四强。
- 2011年德國公開賽男單亞軍，卡達公開賽男單亞軍。
- 2012年德國公開賽男單亞軍。
- 2013年中國公開賽長春站男雙冠軍，世乒賽男單八強。
- 2014年歐洲錦標賽男團亞軍
- 2015年世乒賽男單八強
- 2017年中國公開賽男單亞軍，世乒賽男單八強，捷克公開賽男單亞軍，德國公開賽男單亞軍。
- 2019年捷克公開賽男單亞軍